# Landrat (Habsburgermonarchie)
Der Landrat war in der Habsburgermonarchie das Kollegium des Landeshauptmanns in den einzelnen Kronländern Oberösterreich, Steiermark, Kärnten, Krain, Salzburg, Tirol, Vorarlberg, Görz-Gradisca, Istrien, Mähren, Schlesien und in der Bukowina. Die (bis zu 12) Landräte waren dem Landeshauptmann zugeordnet und stellten auch die Gerichtsbank.